# Холстинка (Курская область)
Холсти́нка — упразднённый посёлок, располагавшийся на территории Железногорского района Курской области до 1971 года. На момент упразднения входил в состав Остаповского сельсовета.

## География
Располагался в центральной части района на левом берегу реки Речицы в 2 км к юго-востоку от села Веретенино. В настоящее время на месте бывшего посёлка находятся отвалы карьера Михайловского ГОКа.

## История
В 1926 году в посёлке было 17 крестьянских хозяйств, проживало 103 человека (50 мужского пола и 53 женского). В то время Холстинка входила в состав Веретенинского сельсовета Долбенкинской волости Дмитровского уезда Орловской губернии. С 1928 года в составе Михайловского (ныне Железногорского) района. В 1937 году в посёлке было 19 дворов. 
Во время Великой Отечественной войны, с октября 1941 года по февраль 1943 года, посёлок находился в зоне немецко-фашистской оккупации (территория Локотского самоуправления). За поддержку партизан 19 октября 1942 года 13-й батальон РОНА совместно с немцами и казаками учинил массовую расправу с жителями Холстинки. Бо́льшая часть жителей посёлка — 75 человек, включая женщин и детей, были заперты в сарае и заживо сожжены. После войны погибшие были похоронены в братской могиле мемориала «Большой Дуб».
После упразднения Веретенинского сельсовета в 1959 году Холстинка была передана в состав Остаповского сельсовета. Упразднена 14 октября 1971 года в связи с отводом земли под отвалы карьера Михайловского горно-обогатительного комбината.

## Население
| 103 |